# 马丁·埃斯佩恩贝格尔
马丁·埃斯佩恩贝格尔（德語：Martin Espernberger，2003年12月20日—），奥地利男子游泳运动员，2023年美国游泳公开赛男子200米蝶泳银牌得主、2024年世界游泳锦标赛男子200米蝶泳铜牌得主。